# Будинок-вулик
Будинок-вулик — найдовший житловий будинок у світі. Розташований у місті Луцьк, Україна, в 33-му мікрорайоні на проспекті Соборності та вулиці Молоді.
Зведений у період з 1969 по 1980 роки за проєктом архітектора Василя Маловиці.
Має близько 10 тисяч мешканців та 38 адрес будинків.

## Архітектура
Будівля являє собою 40 будинків серії 114-87 із білої цегли заввишки 5—9 поверхів, сполучених між собою під кутом 120° (що нагадує бджолині стільники). За словами архітектора Маловиці, трипроменеві вставки було застосовано у радянській архітектурі вперше. Таке розташування будинків було зумовлене тим, що у час будівництва відстані до дитячих садочків, шкіл, магазинів та зупинок транспорту були нормативними.
Довжина найдовшої суцільної частини складає 1750 метрів, а з урахуванням відгалужень — 2775 метрів. Усього в будинку 120 під'їздів (залежно від способу підрахунку,[джерело?] за іншими даними — 170 або 88), 15 тисяч вікон і майже 3000 квартир.